# 袁定
袁定（？—17世紀），字與立，松江府華亭縣人，明朝、南明政治人物。

## 生平
袁定原名國休，選貢出身，崇禎九年（1636年）中應天鄉試舉人，次年（1637年）聯捷進士，獲授餘姚縣知縣；任內有貧民聚眾搶掠，他拘捕得數人後，尚未上報就已經用杖打死他們，因此自行彈劾失職，設法賑災，救活不少人民。
之後他歷任大理評事、刑部河南司主事、員外郎；到弘光年間改任廣東司郎中，和卜象乾、王傚通、鄭洪猷、潘湛、劉延禟、朱輅、孔尚則、傅箕孺、宋祖乙、費景烷、張萬選、張景韶、夏供佑、王質、董祖嘗、曾守意、王政敏、陸慶衍、汪鉉、陳儒樸、吳伯尚、陳謙、汪姬生、賈應寵共事，後事不詳。

## 家族
曾祖袁辂；祖袁铻，庠生；父袁士法，庠生。有子袁齡。

## 引用
1. ↑  《崇祯十年丁丑科进士三代履历》：袁定，曾祖辂；祖铻，庠生；父士法，庠生。与立，诗四房，甲辰九月二十八日生，上海县人，丙子四十三名，会八十四名，三甲二百七名，兵部观政，己卯四月授馀姚知县，壬午浙江同考，甲申升刑部廣東司主事，乙酉升福建司员外，口口恤刑，乙酉升陕西司郎中。
2. 1 2  錢海岳《南明史·卷三十一·列傳第七》：（弘光）時刑部先後司官之可紀者，為卜象乾、王傚通、鄭洪猷、潘湛、袁定、劉延禟、朱輅、孔尚則、傅箕孺、宋祖乙、費景烷、張萬選、張景韶、夏供佑、王質、董祖嘗、曾守意、王政敏、陸慶衍、汪鉉、陳儒朴、吳伯尚、陳謙、汪姬生、賈應寵云。……定，字宇【與】立，嵩江華亭人。崇禎十年進士。授餘姚知縣，修城學，清糧役，發奸摘伏，飢振多全活。歷大理評事、河南司主事、員外郎、廣東司郎中。子齡，字介人，去諸生。
3. ↑  清光緒四年刻本（清）韓佩金修（清）張文虎纂，《重修奉賢縣志·卷九選舉志》：袁定與立原名國休。
4. ↑  同治《上海縣志·卷十五·選舉表上》：崇禎九年丙子科（舉人）解元章曠……袁定 選貢，見進士
5. ↑  乾隆《餘姚志·卷十六·名宦》：袁定，字與立，華亭人。崇正間知餘姚，貧民聚眾肆掠，捕得數人，未及報即棓殺之，而自劾不職。隨設法賑濟，多所全活。 《浙江通志》